# دين شيلس
دين أندرو شيلس (بالإنجليزية: Dean Andrew Shiels)‏ وهو لاعب كرة قدم أيرلندي شمالي في مركز وسط المهاجم ولد في يوم 1 فبراير 1985 في ماغريفالت في أيرلندا الشمالية، يلعب حالياً مع نادي رينجرز في اسكتلندا وسبق له اللعب مع نادي كيلمارنوك ودونكاستر روفرز ونادي هيبرنيان ونادي أرسينال، ولعب مع منتخب ايرلندا الشمالية لكرة القدم ويبلغ طوله 180 سم.

## روابط خارجية
- دين شيلس على موقع الاتحاد الأوربي (الإنجليزية)
- دين شيلس على موقع قاعدة بيانات كرة القدم.إي يو (الإنجليزية)
- دين شيلس على موقع ناشيونال فوتبول تيمز (الإنجليزية)
- دين شيلس على موقع Soccerbase.com (لاعب) (الإنجليزية)
- دين شيلس على موقع Soccerway.com (الإنجليزية)
- دين شيلس على موقع AS.com (الإسبانية)